# モーリス・コルリー
モーリス・ジュール・ガストン・コルネイユ・コルリー（Maurice Jules Gaston Corneille Caullery、1868年9月5日 - 1958年7月13日）はフランスの生物学者である。20世紀前半のフランスの重要な生物学者の一人である。

## 略歴
ノール県のベルゲ（Bergues）に生まれた。父親は軍人であったが1870年の普仏戦争で捕虜になり、1877年にはドゥエーに転居した。1897年に高等師範学校とエコール・ポリテクニークの両方の入学資格を得るが父親の死のため、高等師範学校に進み、寄生動物学者、アルフレッド・マチュー・ジアールのもとで動物学を学んだ。同じくジアールのもとで学んでいた生物学者のフェリックス・メニルと共同研究し親友になり、後に義理の兄弟となった。

### ドイツ留学
1888年と1890年にかけて数学、物理学、博物学の学位を得た後、1891年にメニルと共に自然科学のアグレガシオンを取得し、ドイツの生物学研究所を訪問するための旅費2,500フランを授与され留学した。ドイツでは、まずハイデルベルク大学の微生物学者、オットー・ビュッチュリのもとで学んだ。ビュッチュリは、ハインリヒ・ゲオルク・ブロンによる『動物界の分類と秩序』の原生動物に関する章を出版したばかりであった。ミュンヘンではリヒャルト・フォン・ヘルトヴィヒとカール・アルフレート・フォン・ツィッテルの細胞生物学・原生動物学研究所で、回虫の卵の研究を行っていたテオドール・ボヴェリ、アメリカの細胞学者エドモンド・ビーチャー・ウィルソン、海洋学で知られることになるノルウェーのヨハン・ヨルトらの若い研究者たちや、当時の生物学のリーダーたちと知り合った。
イエナではエルンスト・ヘッケルと出会った。ベルリンのルドルフ・ロイカルトとマックス・シュルツェの研究所では、カール・ハイダーとオイゲン・コルシェルトという2人の私講師と出会った。彼はサンショウウオの細胞分裂の研究で有名なヴァルター・フレミングの研究所に滞在し、そこで助手のフリードリヒ・メーヴェスと出会った。アムステルダムでは、数年後にシボガ海洋学探検隊を率いることになるマックス・カール・ヴィルヘルム・ウェーバーと出会った。カウリは、この探検隊の一部を研究することになる。プラハではヴァーツラフ・ヴェイドヴォスキー（1896-1977）と、ユトレヒトではアンブロシウス・アーノルド・ウィレム・フブレヒトとテオドール・ヴィルヘルム・エンゲルマンと、ゲントではポール・ペルセナーと、リエージュではシャルル・ジュラン（1857-1930）と出会った。

### ソルボンヌ大学教授に就任
パリに戻った後、ソルボンヌ大学理学部の進化研究所の教授に就任したジアールのもとで研究し、その後水棲動物の研究に移り、リヨン大学の講師となり1904年にパリ大学の進化研究所の講師、1904年からナポリの海洋研究所で働き助教授となり、海洋生物や微生物の研究で業績を上げた。1909年にジアールの後をついで、進化研究所の所長となった。
コルリーは、生殖、遺伝、再生、発生学、寄生、共生など、生物学のさまざまな側面に興味をもち、 原生動物、寄生性甲殻類、寄生性渦虫類、多毛類、ホヤなど、幅広い動物群に関心を持った。
フランス生物学会の代表として多くの国際会議に参加し、1924年にはフランス大学出版局の設立にも参加し理事を務めた。1939年に引退し、ピエール＝ポール・グラーセが後任となった。 1940年に名誉教授となる。1941年、『Que sais-je?』の創刊号『Les Étapes de la biologie（生物学の段階）』を執筆。

### ナチスによって投獄
フランスがナチス・ドイツに占領されていた1942年4月に、自由フランスとドゴールの支持者であったコルリーはペタンと敵対してドイツ警察に逮捕され、フレヌ刑務所に数日間投獄された。

## 受賞・受章・栄典
1947年にロンドン・リンネ協会からリンネ・メダル、1958年にダーウィン＝ウォレス・メダルを受賞した。1948年王立協会外国人会員選出。

## 日本との関わり
日本の動物学者内田亨はヨーロッパ留学の際に、ソルボンヌ大学でコルリーの指導の下、淡水産甲殻類のアセルスおよび同じく淡水産のミズダニ類の雌雄性や生態の研究を行った。

## 著作
- 1913 : Les problèmes de la sexualité, Flammarion, Bibliothèque de philosophie scientifique.
- 1925 : Histoire des sciences biologiques.
- 1931 : Le Problème de l'évolution.
- 1933 : La Science française depuis le XVIIe siècle.
- 1935 : Les conceptions modernes de l'hérédité, Flammarion, Bibliothèque de philosophie scientifique.
- 1939 : Les progrès récents de l'embryologie expérimentale, Flammarion, Bibliothèque de philosophie scientifique.
- 1947 : Les Universités et la Vie universitaire aux États-Unis.
- 1955 : Génétique et hérédité, Paris, P.U.F.

### 日本語訳書
- 日高敏隆、金谷晴夫 訳『生物学の歩み』（文庫クセジュ（図書館用特装版））白水社、1971年。
  - 日高敏隆、金谷晴夫 訳『生物学の歩み』（文庫クセジュ215）白水社、1971年。